# Drapetes feudei
Drapetes feudei là một loài bọ cánh cứng trong họ Elateridae. Loài này được Cobos miêu tả khoa học năm 1966.